# Право на одећу
Право на (одговарајућу) одећу формулисано је као људско право у разним међународним споразумима и конвенцијама. Уз право на храну и становање, део је права на одговарајући животни стандард дефинисано чланом 11. Међународног пакта о економским, социјалним и културним правима. Право на одећу формулисано је и у члану 25. Универзалне декларације о људским правима.